# Nikola Jokić
Nikola Jokić (IPA: [nǐkola jôkitɕ], in serbo Никола Јокић?; Sombor, 19 febbraio 1995) è un cestista serbo, di ruolo centro, professionista nella NBA con i Denver Nuggets.
Soprannominato Joker, è considerato da molti il miglior centro all around della storia del basket e, più in generale, uno dei migliori giocatori di tutti i tempi. Selezionato dai Nuggets con la 41ª scelta nel 2014, Jokić ha vinto per tre stagioni il premio di NBA Most Valuable Player (2020-21, 2021-22 e 2023-24), diventando il primo giocatore scelto al secondo turno del draft a riuscirci e uno dei 9 cestisti nella storia NBA a vincere almeno 3 MVP della stagione regolare, insieme a Kareem Abdul-Jabbar (6), Bill Russell (5), Michael Jordan (5), LeBron James (4), Wilt Chamberlain (4), Moses Malone (3), Larry Bird (3) e Magic Johnson (3), venendo così considerato la più grande steal al draft nella storia NBA. Inoltre è l'unico cestista a essere nelle prime due posizioni nelle votazioni dell'MVP per 5 stagioni di fila (2021-2025) insieme a Larry Bird (1982-1986)
Ai playoff 2023, dopo aver conquistato il titolo di Conference ed essere stato eletto miglior giocatore della serie, Jokić si è confermato in finale vincendo il suo primo titolo NBA e il premio di Finals MVP, a discapito dei Miami Heat.
È acclamato soprattutto per le sue abilità offensive e in particolare per quelle da playmaker,, infatti risulta il centro con più assist in una stagione NBA (716 nella stagione 2024-2025) superando il suo precedente primato di 708 assist nella stagione regolare 2023-2024; ed è inoltre il secondo centro con più assist nella storia NBA dopo Kareem Abdul-Jabbar. La sua versatilità lo rende uno dei più abili mai visti nelle triple doppie, per cui si classifica terzo nella storia della lega con 164 triple doppie, dietro solo a Russell Westbrook (203) e Oscar Robertson (181); detenendo anche il record della più veloce.
È diventato il primo centro di sempre a chiudere una stagione in tripla doppia di media (nella stagione regolare 2024-2025) e il terzo giocatore di sempre a riuscirci dopo Oscar Robertson nel 1961-1962 e Russell Westbrook (quattro volte). È l’unico cestista nella storia ad essere nella top 3 in quattro delle cinque statistiche principali in una singola stagione (stagione regolare 2024-2025), risultando infatti secondo per palle rubate a partita, secondo per assist a partita, terzo per punti a partita e terzo per rimbalzi a partita. Inoltre è l’unico cestista nella storia ad aver registrato in una stagione regolare (2021-2022) almeno 2.000 punti, 1.000 rimbalzi e 500 assist.
Ai playoff 2023 è diventato il primo giocatore a registrare almeno 500 punti, 250 rimbalzi e 150 assist e a risultare primo in tutte e tre le statistiche in una singola post-season vincendo poi il titolo.

## Biografia
Jokić nasce nella città di Sombor, nel nord della Serbia. Cresce con 2 fratelli di nome Nemanja e Strahinja. Nemanja ha giocato a basket all'University of Detroit Mercy con i Detroit Mercy Titans.

## Caratteristiche tecniche
Jokić è un eccellente giocatore offensivo: dal post basso, la sua zona preferita, gode infatti di un arsenale di movimenti quasi illimitato, che comprende ganci in avvicinamento con entrambe le mani, tiri in avvitamento, virate e fadeaway. Grazie alla sua grande intelligenza cestistica e alle mani molto educate, il serbo risulta mortifero anche in situazioni di pick and roll da bloccante, leggendo la difesa avversaria e attaccando in prima persona o coinvolgendo i compagni di squadra.
Da sottolineare sono anche le sue doti da tiratore, considerate le sue ottime percentuali di realizzazione sia da tre punti che dal mid-range. È inoltre un ottimo tiratore di tiri liberi. 
L’aspetto più riconosciuto del gioco di Jokić, tuttavia, è il passaggio, fondamentale che il serbo eleva ad arte. Sono infatti molteplici le situazioni da cui può generare vantaggio per i compagni: dal post basso contro avversari di stazza inferiore, egli sfrutta la sua altezza per sovrastare il marcatore, talvolta anche in no look. In situazione di pick and roll da portatore di palla sa passarla sia al rollante, sia ad un tiratore in caso di raddoppio sul tagliante leggendo le scelte difensive avversarie. In caso di raddoppio, usa la sua altezza e capacità di lettura delle spaziature per trovare l'uomo libero. Infine anche dal palleggio, Jokić è in grado, nonostante la stazza, di condurre contropiedi e transizioni offensive riuscendo a sfruttare al meglio le linee di passaggio per un comodo layup.
Nel suo stile di gioco è molto facilitato dal sistema offensivo che il suo allenatore, Mike Malone, ha costruito ad hoc per lui, che prevedono un costante movimento per tutti i giocatori senza palla, per rendere più facile e dinamica la ricezione di un passaggio del serbo, massimizzandone l’impatto e l’efficacia.
È considerato come uno dei centri più completi, offensivamente parlando, della storia della pallacanestro.
Nella metà campo difensiva si concentrano i maggiori limiti di Jokić, dovuti più che altro ad una scarsa mobilità laterale e ad una carenza di atletismo, che soffre nelle situazioni in cui deve marcare giocatori di stazza minore, come nel caso di un cambio difensivo sul pick and roll. Negli ultimi due anni, grazie ad un lavoro mirato, Jokić è migliorato molto difensivamente pur restando nella media per il ruolo. Anche a rimbalzo risulta essere uno dei migliori interpreti del mondo di questo fondamentale.

## Carriera

### Serbia

#### Gli inizi
Jokić ha iniziato a giocare nelle file della squadra locale di Sombor, il Koš nel cui settore giovanile fu seguito da Isidor Rudić, per poi trasferirsi nel 2011 al Vojvodina.

#### Basket Mega (2012-2015)
Nell'estate del 2012 ha firmato un contratto con la Mega Vizura, anche se nella prima stagione con la squadra ha giocato per lo più per la loro squadra juniores negli anni 2012-13. Nella stagione 2013-14 ha visto molti più minuti in campo con la squadra senior. In oltre 25 partite di Adriatic League tenne una media di 11.4 punti, 6.4 rimbalzi e 2.5 assist a partita. Giocò 13 partite con la squadra nel campionato serbo 2013-14.
Dopo la scelta del Draft NBA 2014 e la partenza dell'ex giocatore NBA Ratko Varda, divenne uno dei leader del team nella stagione 2014-15. Nella prima partita della Lega Adriatica, guidò la sua squadra ad una vittoria 103-98 su MZT Skopje, segnando 27 punti e prendendo 15 rimbalzi per un punteggio totale di plus-minus di 44. Venne nominato MVP della 1ª giornata. Il 3 novembre registrò 17 punti, 12 rimbalzi e un season-high di 8 assist per un punteggio totale di plus-minus di 40, in una vittoria 90-84 ai danni di Zara. Per tali prestazioni, fu nominato MVP della 6ª giornata. Il 7 febbraio, segnò 27 punti e preso 15 rimbalzi nella sconfitta per 77-88 contro il Szolnoki Olaj. Fu scelto come l'MVP del round per la terza volta in una stagione.
Per le sue performance nel corso del mese, venne nominato MVP del mese di febbraio, chiuso con una media di 21,7 punti e 12,3 rimbalzi a partita.
Il 21 marzo, segnò il suo season-high di 28 punti e a cui aggiunse 15 rimbalzi per aiutare la sua squadra a vincere con 100-96 con Igokea. Fu perciò scelto come l'MVP della 26ª giornata, il suo quarto premio MVP del turno nel corso della stagione. Sebbene il Mega Leks finì al 10º posto nella ABA Liga 2014-2015, Jokić divenne uno dei giocatori più importanti della lega. In oltre 24 partite giocate, tenne una media di 15,4 punti, 9,3 rimbalzi (leader del campionato) e 3,5 assist a partita. Il 26 marzo, venne ufficialmente nominato MVP della regular season della Lega Adriatica. Fu anche scelto come miglior giovane per la stagione 2014-15.
Dopo l'eliminazione per mano della Stella Rossa Belgrado, nella semifinale del campionato serbo 2014-15, Jokić lasciò la squadra per perseguire una carriera NBA.

### NBA

#### Denver Nuggets (2014-)

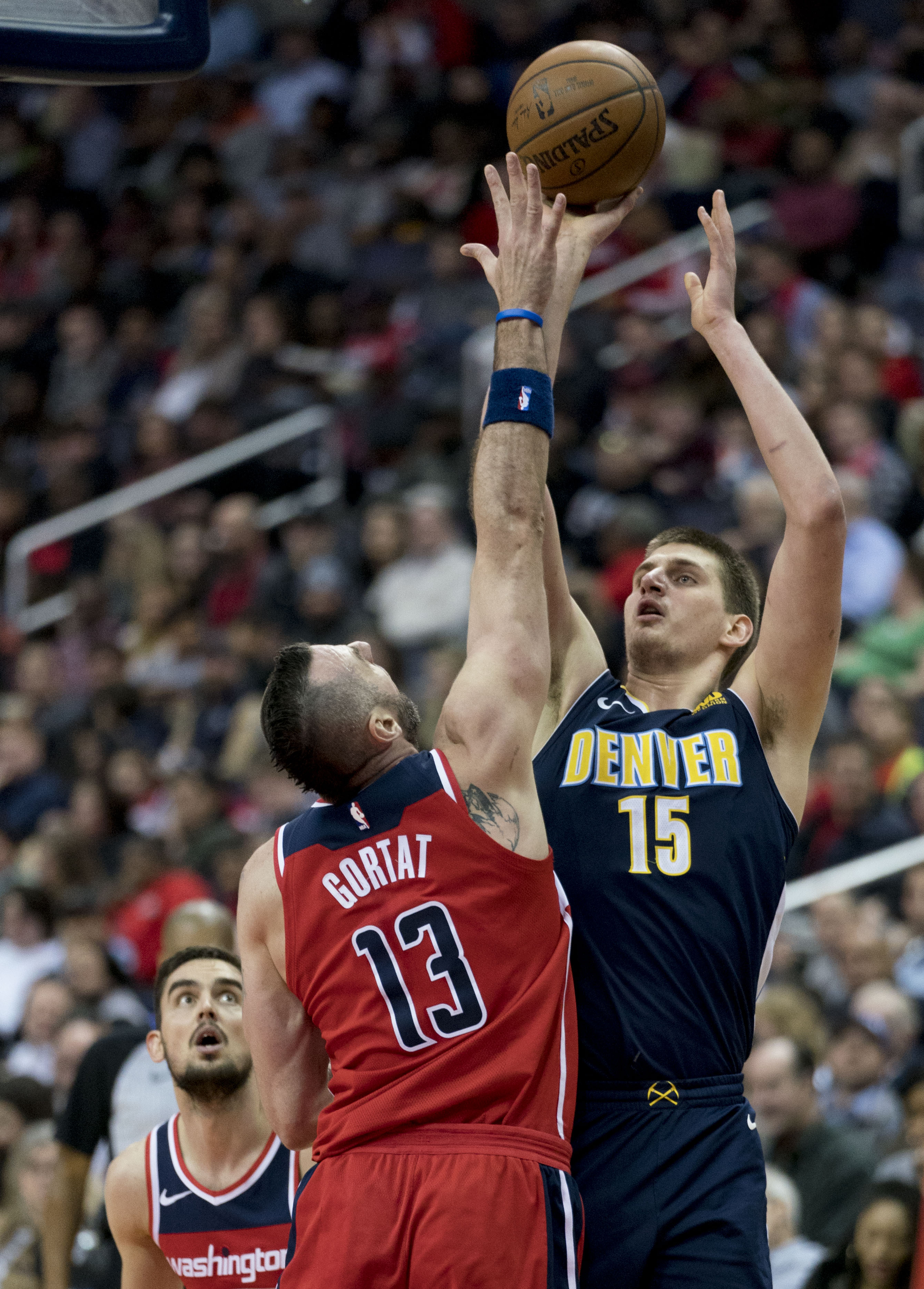
Jokić ai Nuggets nel 2018

Il 26 giugno 2014 Jokić è stato selezionato come 41ª scelta nel Draft NBA 2014 dai Denver Nuggets. Il 28 luglio 2015, firma un contratto con i Nuggets dopo aver tenuto una media di 8,0 punti e 6,2 rimbalzi nelle cinque partite di Summer League con la squadra. Il 18 novembre 2015 sigla un primo career high di 23 punti e 12 rimbalzi in una sconfitta per 109-98 contro i San Antonio Spurs. Il 10 gennaio 2016 registra un career-high di nove assist in una vittoria 95-92 contro gli Charlotte Hornets. Il 1º febbraio realizza 27 punti e 14 rimbalzi nella vittoria per 112-93 sui Toronto Raptors. L'8 aprile stabilisce un nuovo career high con 15 rimbalzi nella vittoria per 102-98 sui San Antonio Spurs. Alla fine della stagione, arriva terzo nella corsa per il Rookie of the Year e guadagna un posto per l'All-Rookie First Team.
Durante la stagione 2016-17 Jokić si fa notare soprattutto per gli assist e le doppie doppie; grazie alla sua ottima stagione (che comunque non ha portato i Nuggets oltre il nono posto, non valido per i playoffs) è giunto secondo sia nella corsa al MIP, dietro a Giannis Antetokounmpo, sia in quella al premio Assistman of The Year.
Nella stagione 2017-18 ha stabilito il primato NBA All Time per la tripla doppia più veloce della storia, realizzata in 13 minuti effettivi di gioco nella partita contro i Milwaukee Bucks.
Nella stagione 2018-2019 realizza una tripla doppia con il 100% di tiri a canestro riusciti, il primo a riuscirci dopo Wilt Chamberlain 50 anni prima. In gara 3 di semifinale di conference, giocata il 3 maggio 2019 contro i Portland Trail Blazers, diventa il quarto giocatore di sempre in NBA per minuti giocati in una sola partita (64:58), complici i 4 overtime. Prima di lui figurano solamente Red Rocha e Paul Seymour con 67 minuti e Bob Cousy con 66 minuti, giocatori che registrarono il record nella partita Syracuse Nationals-Boston Celtics giocata il 21 marzo del 1953.
La stagione 2020-21 inizia nel migliore dei modi per il centro serbo, che nelle prime 10 partite stagionali fa registrare numeri pazzeschi: 244 punti, 112 rimbalzi e 104 assist. L'ultimo giocatore a riuscire in questa impresa fu Oscar Robertson nella stagione 1961-62.

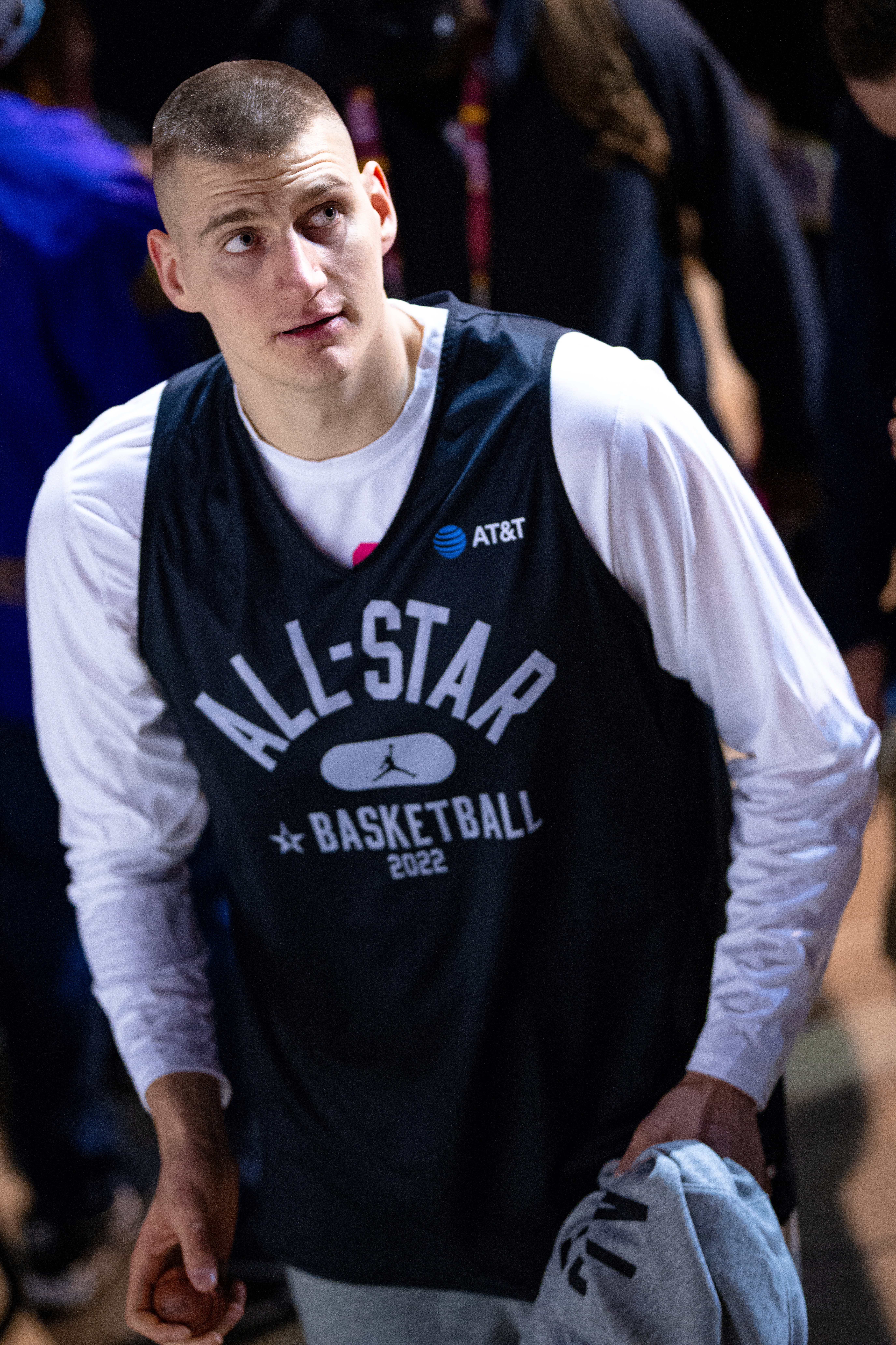
Jokić all'NBA All-Star Weekend 2022

Il 5 aprile 2021 il lungo ha guidato i Denver Nuggets ad un’impressionante vittoria in rimonta contro gli Orlando Magic. Jokić ha chiuso il match con 17 punti, 9 rimbalzi e 16 assist. Secondo quanto riporta ESPN Stats & Info, si tratta dell’81ª partita con 10 o più assist, il che lo ha portato a superare il leggendario Wilt Chamberlain tra i lunghi con il maggior numero di partite con assist in doppia cifra. Chiude la stagione con 26,4 punti, 10,8 rimbalzi e 8,3 assist di media a partita, venendo nominato MVP della regular season. Jokić diventa dunque il primo giocatore della common era (dal 1966) a vincere il premio di MVP dopo esser stato scelto al secondo giro. Prima di Jokić nessun giocatore scelto oltre la 15ª scelta al Draft era mai riuscito a vincere un MVP. La stagione 2021-22 vede il serbo vincere il suo secondo titolo mvp di fila, dopo una stagione che lo vede andare 19 volte in tripla doppia, sua specialità, e dopo aver guidato la sua squadra ai play-off, dove verranno eliminati dai Golden State Warriors futuri campioni.
Il 1º luglio del 2022, all'inizio della free agency, ha esteso il suo contratto con i Denver Nuggets firmando il più importante contratto nella storia della NBA: un quinquennale da 270 milioni di dollari complessivi.
Durante il Christmas Day del 2022 registra una straordinaria prestazione da 41 punti, 15 rimbalzi e 15 assist, guidando i suoi Nuggets alla vittoria ai tempi supplementari per 128-125 sui Phoenix Suns, diventa cosi il giocatore con più punti in una tripla doppia all'Christmas Day. L'8 marzo 2023 in occasione della gara 4 contro i Phoenix Suns, registra un nuovo massimo di punti, 53 con peraltro anche 11 assist. Il 2 giugno 2023 nella vittoria per 104-93 in gara 1 della Finals contro i Miami Heat diventa l'unico giocatore insieme a Jason Kidd e registrare una tripla doppia nel debutto alle NBA Finals, con 27 punti, 10 rimbalzi e 14 assist. In gara 3, l'8 giugno 2023 lui e Jamal Murray diventano gli unici due giocatori a registrare una tripla doppia nella stessa partita di playoff, e gli unici a farlo con ciascuno 30+ punti in tutta la storia della NBA. Jokić registrera 32 punti, 21 rimbalzi e 10 assist, mentre Murray chiudera con 34 punti, 10 rimbalzi e 10 assist. Il 13 giugno 2023 vince il suo primo anello, dove i Denver Nuggets chiudono la serie sconfiggendo i Miami Heat per 4 gare a 1. Con il primato di punti, assist e rimbalzi nei playoff (primo nella storia NBA), viene nominato MVP delle Finals NBA.
Il 25 ottobre 2023 riceve l'anello da campione NBA, in occasione della partita contro i Los Angeles Lakers, vinta 119-107 dai Denver Nuggets e diventa l'unico giocatore insieme a LeBron James e Magic Jonhson e registrare una tripla doppia alla opening night da MVP delle Finals in carica. Il 7 novembre 2023 supera LeBron James per triple doppie in NBA. Il 15 maggio 2024, prima di gara 5 dei playoff contro i Minnesota Timberwolves, riceve il suo terzo premio di MVP della regular season entrando a far parte di una cerchia molto ristretta di giocatori. I Nuggets vinceranno quella partita 112-97 con, a detta di molti, la miglior partita in carriera di Jokić, che dominerà per tutta la partita e chiuderà il match con 40 punti, 7 rimbalzi e 13 assist con 0 palle perse (record NBA) e tirando con il 70% dal campo e il 67% da 3 punti, creando un totale di 70 punti. Nonostante le sue incredibili prestazioni i Nuggets perderanno a gara 7, e verranno eliminati al secondo turno.
La stagione regolare 2024-2025 risulta una stagione storica per il centro dei Denver Nuggets, infatti il 6 dicembre 2024 supera Magic Johnson per triple doppie in NBA, registrando 27 punti, 20 rimbalzi e 11 assist contro i Cleveland Cavaliers. In seguito alla partita contro i Brooklyn Nets dell'11 gennaio 2025 lui e Russel Westbrook diventano l'unica coppia di compagni di squadra a registrare per due volte nel corso della stessa stagione una tripla doppia nella stessa partita, Jokić chiuderà con 35 punti, 12 rimbalzi e 15 assist, e Westbrook con 25 punti, 11 rimbalzi e 10 assist. Il 15 gennaio 2025 registra una tripla doppia da 10 punti, 14 rimbalzi e 10 assist, nella vittoria esterna contro i Dallas Mavericks, diventando così il giocatore più veloce a raggiungere 15.000+ punti, 7.500+ rimbalzi e 5.000+ assist, in 709 partite, battendo il record di 799, che apparteneva a Larry Bird. L'8 marzo 2025 registra una straordinaria prestazione da 31 punti, 21 rimbalzi e 22 assist, diventando il terzo giocatore a registrare una tripla doppia da 20+ punti, 20+ rimbalzi e 20+ assist, insieme a Wilt Chamberlain ed a Russell Westbrook. Inoltre diventa il primo giocatore nella storia della NBA con una prestazione da 30+ punti, 20+ rimbalzi e 20+ assist. Il 2 aprile 2025 contro i Minnesota Timberwolves registra una tripla doppia da 61 punti, 10 rimbalzi e 10 assist, diventando così il cestista a registrare la tripla doppia con più punti nella storia dell'NBA. Chiude la stagione con 29,6 punti, 12,7 rimbalzi e 10,2 assist, diventando così il terzo cestista di sempre (insieme a Oscar Robertson e Russell Westbrook) e il primo centro di sempre a chiudere una stagione in tripla doppia di media. È il primo e unico cestista della storia NBA a chiudere la stagione nella top 3 in quattro delle cinque statistiche principali (punti, rimbalzi, assist e palle rubate), impresa storica per il centro serbo contando che nessuno nella storia NBA era riuscito a essere nella Top 10 in 3 categorie. Inoltre è il terzo cestista a superare le 30 triple doppie in una stagione regolare, insieme a Russell Westbrook e Oscar Robertson. Nonostante questa incredibile stagione non ricevette il premio di MVP della regular season. Denver si presentò ai playoff con un record di 50-32 e il 4° posto a ovest. Al primo turno affrontarono i lanciatissimi Los Angeles Clippers e vinsero per 4-3 in seguito a una serie bellissima. In semifinale di conference persero soltanto a gara 7 contro i favoritissimi Oklahoma City Thunder, futuri campioni. 
In seguito all'eliminazione dai playoff, divenne sempre più chiaro che erano necessarie delle importanti modifiche al roster, come il clamoroso licenziamento del coach Michael Malone, e del gm Calvin Booth. Inoltre per la prima volta dopo 10 stagioni ci furono rumors sul possibile trasferimento di Jokić.

### In nazionale
Con la nazionale Under-19 della Serbia prese parte al campionato mondiale maschile di pallacanestro Under-19 2013, chiuso al 2º posto dietro gli Stati Uniti di Billy Donovan. Jokić terminò il torneo con una media di 7,1 punti, 5,0 rimbalzi e 1,5 assist.
Esordì nella nazionale serba il 21 giugno 2016 nel corso di un’amichevole contro la Francia, segnando anche nove punti. Successivamente gioco il  torneo di qualificazione per le Olimpiadi del 2016, chiuso come MVP e con una media di 17,8 punti, 7,5 rimbalzi e 2,8 assist per gara. Al torneo di Rio, la Serbia conquistò la medaglia d'argento dietro gli Stati Uniti di Mike Krzyzewski, perdendo in finale per 66-96.
Il 24 maggio 2019 Jokić dichiarò di voler prendere parte al campionato mondiale maschile di pallacanestro 2019. Nonostante le buone premesse iniziali, la squadra serba di Aleksandar Đorđević venne eliminata ai quarti dall'Argentina di Luis Scola, per poi accontentarsi del 5º posto finale, dopo aver battuto gli Stati Uniti e la Repubblica Ceca. Jokić chiuse il torneo con una media di 11,5 punti, 7,5 rimbalzi e 4,8 assist in 8 gare giocate, con una media al tiro del 68% dal campo.
Il 15 giugno 2022 Jokić dichiarò di voler tornare in nazionale, dopo tre anni di assenza, per prendere parte alle qualificazioni ai Mondiali del 2023 e agli Europei del 2022. Agli Europei, dopo cinque vittorie consecutive nel girone iniziale, la squadra serba venne sconfitta dall'Italia agli ottavi di finale, nonostante i suoi 32 punti, conditi da 13 rimbalzi e 4 assist. La nazionale di Svetislav Pešić chiuse mestamente al 9º posto finale, nonostante uno Jokić da 21,7 punti, 10 rimbalzi e 4,3 assist di media a partita.
Nel 2024, al termine della sua stagione in NBA, Jokić decise di partecipare alle olimpiadi di Parigi dal 27 luglio al 10 agosto. La nazionale serba si presenta come una delle favorite alla vittoria. Dopo dei discreti gironi preliminari, terminati con una sola sconfitta per mano del Team USA, la Serbia affronta e batte l'Australia ai quarti di finale dopo i tempi supplementari, rimontando uno svantaggio di 24 punti. In semifinale perde al termine di una partita molto lottata e non senza polemiche con gli Stati Uniti. Affronterà poi i campioni del mondo in carica della Germania per la medaglia di bronzo che sarà poi vinta dalla nazionale serba, guidata da una prestazione maestosa di Jokić, autore di una tripla doppia da 19 punti 12 rimbalzi e 11 assist. Jokić chiuse i giochi con una media di 18,8 punti, 10,7 rimbalzi e 8,7 assist per partita, leader in tutte e 3 le statistiche. Tra le polemiche non vinse il premio di MVP del torneo.

## Statistiche
| † | Denota una stagione in cui ha vinto il titolo NBA |
| * | Primo nella lega                                  |

### NBA

#### Regular Season
| Anno       | Squadra        | PG  | PT  | MP   | TC%  | 3P%  | TL%  | RP   | AP   | PRP | SP  | PP   |
| ---------- | -------------- | --- | --- | ---- | ---- | ---- | ---- | ---- | ---- | --- | --- | ---- |
| 2015-2016  | Denver Nuggets | 80  | 55  | 21,7 | 51,2 | 33,3 | 81,1 | 7,0  | 2,4  | 1,0 | 0,6 | 10,0 |
| 2016-2017  | Denver Nuggets | 73  | 59  | 27,9 | 57,8 | 32,4 | 82,5 | 9,8  | 4,9  | 0,8 | 0,8 | 16,7 |
| 2017-2018  | Denver Nuggets | 75  | 73  | 32,6 | 49,9 | 39,6 | 85,0 | 10,7 | 6,1  | 1,2 | 0,8 | 18,5 |
| 2018-2019  | Denver Nuggets | 80  | 80  | 31,3 | 51,1 | 30,7 | 82,1 | 10,8 | 7,3  | 1,4 | 0,8 | 20,1 |
| 2019-2020  | Denver Nuggets | 73  | 73  | 32,0 | 52,8 | 31,4 | 81,7 | 9,7  | 7,0  | 1,2 | 0,6 | 19,9 |
| 2020-2021  | Denver Nuggets | 72  | 72  | 34,6 | 56,6 | 38,8 | 86,8 | 10,8 | 8,3  | 1,3 | 0,7 | 26,4 |
| 2021-2022  | Denver Nuggets | 74  | 74  | 33,5 | 58,3 | 33,7 | 81,0 | 13,3 | 7,9  | 1,5 | 0,9 | 27,1 |
| 2022-2023† | Denver Nuggets | 69  | 69  | 33,7 | 63,2 | 38,3 | 82,2 | 11,8 | 9,8  | 1,3 | 0,7 | 24,5 |
| 2023-2024  | Denver Nuggets | 79  | 79  | 34,6 | 58,3 | 35,9 | 81,7 | 12,4 | 9,0  | 1,4 | 0,9 | 26,4 |
| 2024-2025  | Denver Nuggets | 70  | 70  | 36,7 | 57,6 | 41,7 | 80,0 | 12,7 | 10,2 | 1,8 | 0,6 | 29,6 |
| Carriera   | Carriera       | 745 | 704 | 31,7 | 56,0 | 36,0 | 82,4 | 10,9 | 7,2  | 1,3 | 0,7 | 21,8 |
| All-Star   | All-Star       | 7   | 5   | 15,7 | 66,7 | 40,0 | -    | 5,1  | 4,3  | 0,8 | 0,1 | 6,0  |

#### Play-off
| Anno     | Squadra        | PG | PT | MP   | TC%  | 3P%  | TL%  | RP    | AP  | PRP | SP  | PP   |
| -------- | -------------- | -- | -- | ---- | ---- | ---- | ---- | ----- | --- | --- | --- | ---- |
| 2019     | Denver Nuggets | 14 | 14 | 39,8 | 50,6 | 39,3 | 84,6 | 13,0* | 8,4 | 1,1 | 0,9 | 25,1 |
| 2020     | Denver Nuggets | 19 | 19 | 35,5 | 51,9 | 42,9 | 83,5 | 9,8   | 5,7 | 1,1 | 0,8 | 24,4 |
| 2021     | Denver Nuggets | 10 | 10 | 34,5 | 50,9 | 37,7 | 83,6 | 11,6  | 5,0 | 0,6 | 0,9 | 29,8 |
| 2022     | Denver Nuggets | 5  | 5  | 34,2 | 57,5 | 27,8 | 84,8 | 13,2  | 5,8 | 1,6 | 1,0 | 31,0 |
| 2023†    | Denver Nuggets | 20 | 20 | 39,5 | 54,8 | 46,1 | 79,9 | 13,5  | 9,5 | 1,1 | 1,0 | 30,0 |
| 2024     | Denver Nuggets | 12 | 12 | 40,2 | 54,5 | 26,4 | 90,1 | 13,4  | 8,7 | 1,4 | 0,7 | 28,7 |
| 2025     | Denver Nuggets | 14 | 14 | 40,2 | 48,9 | 38,0 | 77,2 | 12,7  | 8,0 | 2,0 | 0,9 | 26,2 |
| Carriera | Carriera       | 94 | 94 | 38,3 | 52,5 | 38,8 | 82,6 | 12,3  | 7,6 | 1,2 | 0,9 | 27,4 |

#### Massimi in carriera
- Massimo di punti: 61 vs Minnesota Timberwolves (2 aprile 2025)
- Massimo di rimbalzi: 27 vs Charlotte Hornets (18 dicembre 2022)
- Massimo di assist: 22 vs Phoenix Suns (8 marzo 2025)
- Massimo di palle rubate: 7 Brooklyn Nets (12 gennaio 2021)
- Massimo di stoppate: 5 (2 volte)
- Massimo di triple segnate: 7 (2 volte)
- Massimo di minuti giocati: 65 vs Portland Trail Blazers (3 maggio 2019)

### Cronologia presenze e punti in Nazionale
| Cronologia completa delle presenze e dei punti in Nazionale - Serbia | Cronologia completa delle presenze e dei punti in Nazionale - Serbia | Cronologia completa delle presenze e dei punti in Nazionale - Serbia | Cronologia completa delle presenze e dei punti in Nazionale - Serbia | Cronologia completa delle presenze e dei punti in Nazionale - Serbia | Cronologia completa delle presenze e dei punti in Nazionale - Serbia | Cronologia completa delle presenze e dei punti in Nazionale - Serbia | Cronologia completa delle presenze e dei punti in Nazionale - Serbia |
| Data                                                                 | Città                                                                | In casa                                                              | Risultato                                                            | Ospiti                                                               | Competizione                                                         | Punti                                                                | Note                                                                 |
| -------------------------------------------------------------------- | -------------------------------------------------------------------- | -------------------------------------------------------------------- | -------------------------------------------------------------------- | -------------------------------------------------------------------- | -------------------------------------------------------------------- | -------------------------------------------------------------------- | -------------------------------------------------------------------- |
| 21-6-2016                                                            | Parigi                                                               | Francia                                                              | 77 - 79                                                              | Serbia                                                               | Amichevole                                                           | 9                                                                    |                                                                      |
| 25-6-2016                                                            | Belgrado                                                             | Serbia                                                               | 94 - 88 dts                                                          | Francia                                                              | Amichevole                                                           | 10                                                                   |                                                                      |
| 28-6-2016                                                            | Belgrado                                                             | Serbia                                                               | 91 - 76                                                              | Grecia                                                               | Amichevole                                                           | 20                                                                   |                                                                      |
| 4-7-2016                                                             | Belgrado                                                             | Serbia                                                               | 87 - 81                                                              | Porto Rico                                                           | Qual. Olimpiadi 2016 - Fase a gironi                                 | 12                                                                   |                                                                      |
| 6-7-2016                                                             | Belgrado                                                             | Serbia                                                               | 83 - 60                                                              | Angola                                                               | Qual. Olimpiadi 2016 - Fase a gironi                                 | 17                                                                   |                                                                      |
| 8-7-2016                                                             | Belgrado                                                             | Serbia                                                               | 96 - 72                                                              | Rep. Ceca                                                            | Qual. Olimpiadi 2016 - Semifinale                                    | 19                                                                   |                                                                      |
| 9-7-2016                                                             | Belgrado                                                             | Serbia                                                               | 108 - 77                                                             | Porto Rico                                                           | Qual. Olimpiadi 2016 - Finale                                        | 23                                                                   |                                                                      |
| 29-7-2016                                                            | Córdoba                                                              | Serbia                                                               | 105 - 88                                                             | Francia                                                              | Torneo amichevole                                                    | 15                                                                   |                                                                      |
| 30-7-2016                                                            | Córdoba                                                              | Argentina                                                            | 79 - 74                                                              | Serbia                                                               | Torneo amichevole                                                    | 3                                                                    |                                                                      |
| 1-8-2016                                                             | Córdoba                                                              | Croazia                                                              | 77 - 86                                                              | Serbia                                                               | Torneo amichevole                                                    | 7                                                                    |                                                                      |
| 6-8-2016                                                             | Rio de Janeiro                                                       | Serbia                                                               | 86 - 62                                                              | Venezuela                                                            | Olimpiadi 2016 - 1º turno                                            | 4                                                                    |                                                                      |
| 8-8-2016                                                             | Rio de Janeiro                                                       | Australia                                                            | 95 - 80                                                              | Serbia                                                               | Olimpiadi 2016 - 1º turno                                            | 7                                                                    |                                                                      |
| 10-8-2016                                                            | Rio de Janeiro                                                       | Francia                                                              | 76 - 75                                                              | Serbia                                                               | Olimpiadi 2016 - 1º turno                                            | 2                                                                    |                                                                      |
| 12-8-2016                                                            | Rio de Janeiro                                                       | Stati Uniti                                                          | 94 - 91                                                              | Serbia                                                               | Olimpiadi 2016 - 1º turno                                            | 25                                                                   |                                                                      |
| 14-8-2016                                                            | Rio de Janeiro                                                       | Serbia                                                               | 94 - 60                                                              | Cina                                                                 | Olimpiadi 2016 - 1º turno                                            | 8                                                                    |                                                                      |
| 17-8-2016                                                            | Rio de Janeiro                                                       | Serbia                                                               | 86 - 83                                                              | Croazia                                                              | Olimpiadi 2016 - Quarti di finale                                    | 12                                                                   |                                                                      |
| 18-8-2016                                                            | Rio de Janeiro                                                       | Serbia                                                               | 87 - 61                                                              | Australia                                                            | Olimpiadi 2016 - Semifinale                                          | 9                                                                    |                                                                      |
| 20-8-2016                                                            | Rio de Janeiro                                                       | Stati Uniti                                                          | 96 - 66                                                              | Serbia                                                               | Olimpiadi 2016 - Finale                                              | 6                                                                    |                                                                      |
| 10-8-2019                                                            | Belgrado                                                             | Serbia                                                               | 72 - 68                                                              | Lituania                                                             | Amichevole                                                           | 13                                                                   |                                                                      |
| 12-8-2019                                                            | Kaunas                                                               | Lituania                                                             | 91 - 95                                                              | Serbia                                                               | Amichevole                                                           | 14                                                                   |                                                                      |
| 16-8-2019                                                            | Atene                                                                | Serbia                                                               | 87 - 72                                                              | Turchia                                                              | Torneo Acropolis 2019                                                | 18                                                                   |                                                                      |
| 17-8-2019                                                            | Atene                                                                | Serbia                                                               | 96 - 64                                                              | Italia                                                               | Torneo Acropolis 2019                                                | 20                                                                   |                                                                      |
| 23-8-2019                                                            | Shenyang                                                             | Serbia                                                               | 71 - 65                                                              | Italia                                                               | Torneo amichevole                                                    | 5                                                                    |                                                                      |
| 25-8-2019                                                            | Anshan                                                               | Serbia                                                               | 88 - 78                                                              | Nuova Zelanda                                                        | Torneo amichevole                                                    | 8                                                                    |                                                                      |
| 27-8-2019                                                            | Atene                                                                | Serbia                                                               | 61 - 56                                                              | Francia                                                              | Torneo amichevole                                                    | 6                                                                    |                                                                      |
| 31-8-2019                                                            | Foshan                                                               | Serbia                                                               | 105 - 59                                                             | Angola                                                               | Mondiali 2019 - 1º turno                                             | 14                                                                   |                                                                      |
| 2-9-2019                                                             | Foshan                                                               | Serbia                                                               | 126 - 67                                                             | Filippine                                                            | Mondiali 2019 - 1º turno                                             | 11                                                                   |                                                                      |
| 4-9-2019                                                             | Foshan                                                               | Serbia                                                               | 92 - 77                                                              | Italia                                                               | Mondiali 2019 - 1º turno                                             | 15                                                                   |                                                                      |
| 6-9-2019                                                             | Wuhan                                                                | Serbia                                                               | 90 - 47                                                              | Porto Rico                                                           | Mondiali 2019 - 2º turno                                             | 14                                                                   |                                                                      |
| 8-9-2019                                                             | Wuhan                                                                | Spagna                                                               | 81 - 69                                                              | Serbia                                                               | Mondiali 2019 - 2º turno                                             | 6                                                                    |                                                                      |
| 10-9-2019                                                            | Dongguan                                                             | Argentina                                                            | 97 - 87                                                              | Serbia                                                               | Mondiali 2019 - Quarti                                               | 16                                                                   |                                                                      |
| 12-9-2019                                                            | Dongguan                                                             | Serbia                                                               | 94 - 89                                                              | Stati Uniti                                                          | Mondiali 2019 - Classifica 5º-8º posto                               | 9                                                                    |                                                                      |
| 13-9-2019                                                            | Pechino                                                              | Serbia                                                               | 90 - 81                                                              | Rep. Ceca                                                            | Mondiali 2019 - Classifica 5º-6º posto                               | 7                                                                    |                                                                      |
| 17-8-2022                                                            | Lubiana                                                              | Slovenia                                                             | 97 - 92 dts                                                          | Serbia                                                               | Amichevole                                                           | 26                                                                   |                                                                      |
| 19-8-2022                                                            | Amburgo                                                              | Italia                                                               | 86 - 90                                                              | Serbia                                                               | Torneo amichevole                                                    | 18                                                                   |                                                                      |
| 20-8-2022                                                            | Amburgo                                                              | Germania                                                             | 83 - 56                                                              | Serbia                                                               | Torneo amichevole                                                    | 22                                                                   |                                                                      |
| 25-8-2022                                                            | Istambul                                                             | Turchia                                                              | 72 - 79                                                              | Serbia                                                               | Qual. Mondiali 2023                                                  | 24                                                                   |                                                                      |
| 28-8-2022                                                            | Belgrado                                                             | Serbia                                                               | 100 - 94                                                             | Grecia                                                               | Qual. Mondiali 2023                                                  | 29                                                                   |                                                                      |
| 2-9-2022                                                             | Praga                                                                | Serbia                                                               | 100 - 76                                                             | Paesi Bassi                                                          | EuroBasket 2022 - 1º turno                                           | 19                                                                   |                                                                      |
| 3-9-2022                                                             | Praga                                                                | Serbia                                                               | 81 - 68                                                              | Rep. Ceca                                                            | EuroBasket 2022 - 1º turno                                           | 18                                                                   |                                                                      |
| 5-9-2022                                                             | Praga                                                                | Serbia                                                               | 100 - 70                                                             | Finlandia                                                            | EuroBasket 2022 - 1º turno                                           | 13                                                                   |                                                                      |
| 6-9-2022                                                             | Praga                                                                | Serbia                                                               | 89 - 78                                                              | Israele                                                              | EuroBasket 2022 - 1º turno                                           | 29                                                                   |                                                                      |
| 8-9-2022                                                             | Praga                                                                | Serbia                                                               | 96 - 69                                                              | Polonia                                                              | EuroBasket 2022 - 1º turno                                           | 19                                                                   |                                                                      |
| 11-9-2022                                                            | Berlino                                                              | Italia                                                               | 94 - 86                                                              | Serbia                                                               | EuroBasket 2022 - Ottavi di finale                                   | 32                                                                   |                                                                      |
| 12-7-2024                                                            | Lione                                                                | Francia                                                              | 67 - 79                                                              | Serbia                                                               | Amichevole                                                           | 20                                                                   |                                                                      |
| 16-7-2024                                                            | Abu Dhabi                                                            | Australia                                                            | 84 - 73                                                              | Serbia                                                               | Torneo amichevole                                                    | 14                                                                   |                                                                      |
| 17-7-2024                                                            | Abu Dhabi                                                            | Stati Uniti                                                          | 105 - 79                                                             | Serbia                                                               | Torneo amichevole                                                    | 16                                                                   |                                                                      |
| 21-7-2024                                                            | Belgrado                                                             | Serbia                                                               | 119 - 100                                                            | Giappone                                                             | Amichevole                                                           | 18                                                                   |                                                                      |
| 22-7-2024                                                            | Belgrado                                                             | Serbia                                                               | 94 - 72                                                              | Grecia                                                               | Amichevole                                                           | 16                                                                   |                                                                      |
| 28-7-2024                                                            | Lilla                                                                | Stati Uniti                                                          | 110 - 84                                                             | Serbia                                                               | Olimpiadi 2024 - 1º turno                                            | 20                                                                   |                                                                      |
| 31-7-2024                                                            | Lilla                                                                | Serbia                                                               | 107 - 66                                                             | Porto Rico                                                           | Olimpiadi 2024 - 1º turno                                            | 14                                                                   |                                                                      |
| 3-8-2024                                                             | Lilla                                                                | Serbia                                                               | 96 - 85                                                              | Sudan del Sud                                                        | Olimpiadi 2024 - 1º turno                                            | 22                                                                   |                                                                      |
| 6-8-2024                                                             | Parigi                                                               | Serbia                                                               | 95 - 90 dts                                                          | Australia                                                            | Olimpiadi 2024 - Quarti di finale                                    | 21                                                                   |                                                                      |
| 8-8-2024                                                             | Parigi                                                               | Stati Uniti                                                          | 95 - 91                                                              | Serbia                                                               | Olimpiadi 2024 - Semifinale                                          | 17                                                                   |                                                                      |
| 10-8-2024                                                            | Parigi                                                               | Serbia                                                               | 93 - 83                                                              | Germania                                                             | Olimpiadi 2024 - Finale 3º posto                                     | 19                                                                   |                                                                      |
| 9-8-2025                                                             | Limassol                                                             | Serbia                                                               | 76 - 66                                                              | Grecia                                                               | Torneo amichevole                                                    | 23                                                                   |                                                                      |
| 15-8-2025                                                            | Monaco di Baviera                                                    | Serbia                                                               | 113 - 84                                                             | Rep. Ceca                                                            | Torneo amichevole                                                    | 12                                                                   |                                                                      |
| 16-8-2025                                                            | Monaco di Baviera                                                    | Germania                                                             | 81 - 91                                                              | Serbia                                                               | Torneo amichevole                                                    | 7                                                                    |                                                                      |
| Totale                                                               |                                                                      | Presenze                                                             | 58                                                                   |                                                                      | Punti                                                                | 872                                                                  |                                                                      |

## Palmarès

### Club

#### NBA
- Campionato NBA: 1

Denver Nuggets: 2023

#### Nazionale
- Olimpiadi:
 Rio 2016
 Parigi 2024

### Individuale

#### NBA
- MVP delle Finals: 1

2023
- MVP della regular season: 3

2021, 2022, 2024
- NBA Western Conference Finals MVP: 1

2023
- Convocazioni all'All-Star Game: 7

2019, 2020, 2021, 2022, 2023, 2024, 2025
- All-NBA Team: 7

First Team: 2019, 2021, 2022, 2024, 2025
Second Team: 2020, 2023
- NBA All Rookie First Team (2016)

#### Nazionale
- MVP Torneo Pre olimpico Belgrado 2016
- FIBA Men's Olympics All-Star Five Parigi 2024

#### ABA
- MVP Lega Adriatica: 1

Mega Leks: 2014-15
- Miglior prospetto della Lega Adriatica: 1

Mega Leks: 2014-15

## Record
- Giocatore con il "Player Efficiency Rating" (PER) più alto mai registrato nella NBA (32,85), registrato nella stagione 2020-2021, che ha superato il precedente record di 31,9 appartenuto a Giannīs Antetokounmpo nella stagione 2019-2020.[41]
- Giocatore con il più alto "plus-minus" registrato in una stagione NBA nella storia (13,72).[42]
- Giocatore con più triple doppie registrate in una singola stagione dei playoff.[43]
- Centro con più triple doppie in regular season nella storia della NBA.[43]
- Centro con più triple doppie ai playoff nella storia della NBA.[43]
- Unico giocatore NBA a registrare almeno 2.000 punti, 1.000 rimbalzi e 500 assist in una sola stagione.[44]
- Unica scelta al secondo giro del draft nella common era (dal 1966) a vincere il premio di MVP della regular season.[5]
- Tripla doppia più veloce nella storia dell'NBA (16 punti, 12 rimbalzi e 12 assist): 14 minuti e 33 secondi.[45]
- Unico giocatore NBA ad avere una media di almeno 20 punti, 10 rimbalzi e 9 assist a partita con una percentuale dal campo del 60% in una singola stagione.
- Unico giocatore NBA ad avere una media di almeno 25 punti, 10 rimbalzi e 8 assist a partita con una percentuale dal campo del 52% in una singola stagione.
- Unico giocatore NBA ad avere una media di almeno 25 punti, 13 rimbalzi e 7 assist a partita in una sola stagione.
- Unico giocatore ad aver messo a referto 40+ punti, 25+ rimbalzi e 10 assist dal 1968 (anno in cui lo fece Wilt Chamberlain).
- Unico giocatore NBA a guidare la sua squadra in tutte e cinque le principali statistiche (punti, rimbalzi, assist, palle rubate, stoppate) e percentuale dal campo nella stessa stagione.
- Unico giocatore NBA a registrare una tripla doppia assist di 15+ tirando al 100% dal campo.
- Unico giocatore insieme a Wilt Chamberlain ad aver registrato una tripla doppia tirando con il 100% dal campo.
- Unico giocatore NBA ad aver registrato più triple-doppie da 35+ punti tirando con il 90% dal campo.
- Unico giocatore NBA a registrare più triple-doppie da 30+ punti senza turnover.
- Unico giocatore NBA dalla fusione tra NBA-ABA a segnare 35 punti, 20 rimbalzi e 10 assist in più partite in una sola stagione.
- Unico giocatore NBA dalla fusione NBA-ABA a segnare 30 punti, 20 rimbalzi e 10 assist in più partite: Denver Nuggets, 2019-20 e 2022-23.
- Unico giocatore NBA a segnare 30 punti, 20 rimbalzi e 10 assist in più partite di playoff: Denver Nuggets, 2021, 2023.
- Primo giocatore nella storia dei playoff NBA a totalizzare più di 175 punti, più di 65 rimbalzi e più di 50 assist nell'arco di 5 partite.
- Primo giocatore nella storia dei playoff NBA a registrare più di 55 punti, più di 35 rimbalzi e più di 20 assist nell'arco di 2 partite.
- Primo giocatore nella storia della NBA a segnare una media di almeno 25 punti, 10 rimbalzi e 5 assist nelle prime 50 partite di playoff in carriera.
- Primo giocatore nella storia dei playoff NBA a registrare una tripla doppia da 20 punti in quattro partite consecutive di playoff.
- Secondo giocatore nella storia della NBA a registrare 4 triple doppie consecutive nella stessa postseason: Denver Nuggets, 2023 (Ottenuto anche da Wilt Chamberlain (Philadelphia 76ers, 1967)
- Maggior numero di minuti giocati in una partita dei playoff: 65.[46]
- Maggior numero di partite con assist in doppia cifra per un lungo nella storia NBA.[33]
- Unico giocatore nella storia dei Denver Nuggets a realizzare una tripla doppia nel Christmas Day.
- Maggior numero di punti in una tripla doppia nella storia del Christmas Day (41).
- Secondo giocatore nella storia della NBA con una tripla doppia di media in più serie dei playoff in una singola postseason; record ottenuto anche da Wilt Chamberlain (Philadelphia 76ers, 1967)
- Più triple doppie in una stagione dei playoff: 10 con i Denver Nuggets nel 2023.
- Più partite dei playoff con più di 30 punti, più di 15 rimbalzi e più di 10 assist: 4.
- Secondo giocatore nella storia della NBA a registrare 2.000 punti, 1.000 rimbalzi e 800 assist in una sola stagione, tra regular season e playoff; record ottenuto anche da Oscar Robertson (Cincinnati Royals, 1961-1962).
- Secondo giocatore nella storia della NBA con 300 punti, 100 rimbalzi e 75 assist nelle prime 10 partite di una postseason; record ottenuto anche da Oscar Robertson (Cincinnati Royals, 1962-1963) e da Wilt Chamberlain (Philadelphia 76ers, 1966-1967).
- Terzo giocatore nella storia della NBA a raggiungere una media di una tripla doppia da 30 punti in una serie di playoff; record ottenuto anche da LeBron James (Cleveland Cavaliers, 2017) e Russell Westbrook (Oklahoma City Thunder, 2017).
- Terzo giocatore NBA dalla fusione NBA-ABA a segnare 30 punti, 20 rimbalzi e 10 assist in una partita: Denver Nuggets, 2019-20 e 2022-23; ottenuto anche da David Lee (New York Knicks, 2009–10), DeMarcus Cousins (New Orleans Pelicans, 2017–18), Luka Doncic (Dallas Mavericks, 2022–23) e Giannis Antetokounmpo (Milwaukee Bucks, 2022–23).
- Quarto giocatore nella storia della NBA a segnare una tripla doppia nelle finali della conference; record ottenuto anche da Wilt Chamberlain (Philadelphia 76ers, 1966–67), Magic Johnson (Los Angeles Lakers, 1982–83), Jason Kidd (New Jersey Nets, 2001–02).
- Sesto giocatore NBA a guidare la sua squadra in tutte e cinque le principali statistiche (punti, rimbalzi, assist, palle rubate, stoppate) nella stessa stagione: Denver Nuggets, 2021-22; record ottenuto anche da Dave Cowens (Boston Celtics, 1977–78), Scottie Pippen (Chicago Bulls, 1994–95), Kevin Garnett (Minnesota Timberwolves, 2002–03), LeBron James (Cleveland Cavaliers, 2008–09) e Giannis Antetokounmpo (Milwaukee Bucks, 2016-17).
- Secondo giocatore nella storia della NBA (dopo Joel Embiid nel 2018) e primo in quella dei Nuggets a concludere le prime sei giornate con una media di 20+ punti e 10+ rimbalzi.
- Primo giocatore nella storia della NBA a mettere a segno una prestazione da 26+ punti 18+ assist e 16+ rimbalzi.
- Unico giocatore nella storia della NBA ad aver registrato 80+ punti, 50+ rimbalzi e 45+ assist in 3 partite consecutive.
- Unico giocatore NBA ad aver registrato 4 triple doppie tirando con il 100% dal campo.
- Unico giocatore nella storia della NBA ad aver registrato 14+ assist e 14+ rimbalzi per 3 partite consecutive.
- Unico giocatore a condurre per punti totali, assist totali e rimbalzi totali in un torneo olimpico di basket.
- Giocatore più veloce a raggiungere 15.000+ punti, 7.500+ rimbalzi e 5.000+ assist, in 709 partite.
- Secondo giocatore a terminare una partita con 35+ punti, 20+ rimbalzi e 15+ assist, insieme a Wilt Chamberlain.
- Unico giocatore a registrare 200+ punti, 100+ rimbalzi, 90+ assist e 20+ palle rubate in uno spam di 8 partite.